# Mecopisthes jacquelinae
Mecopisthes jacquelinae är en spindelart som beskrevs av Robert Bosmans 1994. Mecopisthes jacquelinae ingår i släktet Mecopisthes och familjen täckvävarspindlar.
Artens utbredningsområde är Marocko. Inga underarter finns listade i Catalogue of Life.